# 田中モエ
田中 モエ（たなか もえ、1986年10月20日 - ）は、日本の女優、アイドル。所属事務所は株式会社NOS。以前、田中 萌（たなか もえ）として活動。

## 略歴・人物
2007年12月、5人組のアイドルユニットFu-Fuとして活動することが決まり、2008年1月から本格的に活動を開始。2009年11月まで、路上ライブなどの活動をしていた。また、オフィス・メイに所属していた。
大分県出身。趣味は読書、創作活動、運動全般、アクリル画、趣味・特技はキックボクシング、アクション、サバット。趣味・特技を活かし、アイフルのテレビCM（「凛とした女将」シリーズ第14弾『ビューティフルファイター』篇・2021年7月17日放送開始）でボクシングの指導を行う。

## 出演

### 映画
- 「ネガティブハッピー・チェーンソーエッヂ」監督:北村拓司（2008年1月19日、日活） - 雪崎絵理のクラスメイト役
- 「SPACE BATTLESHIP ヤマト」監督:山崎貴（2010年12月1日、東宝） - 生活班隊員役
- 「この世はありきたり」監督:塩出太志（2020年1月4日、ガチンコ・フィルム）
- 「ミッドナイトスワン」監督:内田英治（2020年9月25日、キノフィルムズ） - 婦人警官役
- 「カオルの葬式」監督:湯浅典子（2024年11月22日、ムービー・アクト・プロジェクト / PKFP PARTNERS） - 橘美津子役[9]

### テレビ
- 月曜プレミア! 1万人大調査! 絶対にハズさないラーメン - レポーター （テレビ東京、2011年2月7日）
- ガールズ×戦士シリーズシリーズ「アイドル×戦士 ミラクルちゅーんず!」（2017年、テレビ東京）
- 西村京太郎サスペンス 十津川警部シリーズ #6「日光・恋と裏切りの鬼怒川」（2018年9月10日、TBS）
- 木曜ドラマF「おじさんはカワイイものがお好き。」 #5（2020年9月10日、YTV/NTV系） - 編集者役
- ミステリと言う勿れ 第10話 （2022年3月14日、フジテレビ）
- 落日 第1話（2023年9月10日、WOWOW） - 橘イツカ 役[10]

### 配信番組
- Netflixオリジナルドラマ「全裸監督」シーズン1（2019年8月8日、Netflix）
- Amazonプライム・ビデオ オリジナルドラマ「湘南純愛組!」 #6（2020年2月28日、Amazon Prime Video） - ヨーコ役

### ラジオ
- J-WAVE「GOOD MORNING TOKYO」（2008年10月 - 2009年3月、J-WAVE） - レポーター
- CROSS FM「30歳の同窓会in福岡」（2017年3月26日、CROSS FM） - ナビゲーター

### CM
- エルセーヌ　ウェディング篇（2006年4月 - 2007年3月）
- キリン　ビールとの出会い篇（2007年1月 - 3月）
- 中央酪農会議　牛乳に相談だ。「シンクロ篇」（2006年12月 - 2007年6月）
- 湯快リゾート 「湯快篇 ゆかいだぁ～」（2007年）
- KIRIN「ビールとの出会い編」（2017年）
- JT Roots「田中ちゃん篇」（2007年7月 - 2008年1月）
- KOSE　ソフティモ エアリーホイップ（2007年4月 - 2008年3月）
- 全国都道府県及び指定都市　サマージャンボ宝くじ「宝探し篇」（2008年7月）
- NTT東日本「フレッツ光×方言彼女。（大分県代表）」（2014年3月 - 4月）[11]
- 東京都 駅前放置自転車キャンペーン（2018年）
- FUJIFILM アスタリフト「逃げきれない」篇（2019年）
- ECCジュニア「ホームティーチャー募集」（2019年）
- パーソル「POS+」（2019年）
- 明治「ザバスプロテイン」（2019年）
- 湯エステ「マイクロバブルバス」（2019年）
- ディンプレックス「電気暖炉」（2019年）
- ASUS「ASUS Chomebook」（2021年）[12]

### 舞台
- 劇団and Me produce number3「S-複数形-」（2007年8月16 - 19日、東京・新宿SPACE雑遊）
- 劇団夜想会「めぐみへの誓い」（2010年1月26 - 31日、紀伊國屋サザンシアター） - 金賢姫役
- 劇団and Me produce number6「隣の芝」（2010年12月1 - 7日、東京・下北沢 OFF・OFF シアター）
- 「こもれびの中で2011」（2011年8月27 - 28日、東京・文化学院）
- "STRAYDOG"Seedling公演「プール・サイド・ストーリー」（2012年7月12 - 16日、東京・明石スタジオ）
- 劇団夜想会「嫁ぐ日」（2014年11月8 - 11日、東京・銀座みゆき館劇場）
- 劇団夜想会「めぐみへの誓い－奪還－」（2015年、東京芸術劇場及び北海道公演） - 金賢姫役
- シザーブリッツ 舞台「虚ろの姫と害獣の森」（2016年11月16日 - 11月20日、東京・新宿村LIVE） - アルスター王国魔導士・シャナン役[13][14]
- 「No Heart To The Dead」（2017年9月28日 - 10月1日、東京・シアターグリーン BOX in BOX THEATER）[15]

### オリジナルビデオ
- 交渉人 堂本零時（2011年11月22日、Softgarage、監督：宝来忠昭） - 1号 役